# Clássico Cordobês
Clássico Cordobês é como é denominado o clássico argentino entre os principais clubes de futebol de Córdoba: Belgrano e Talleres.
O primeiro jogo data de 17 de maio de 1914 e terminou com vitória do Belgrano por 1 a 0 com gol de José Lascano. Com 403 jogos disputados, incluindo partidas amistosas, o Clássico Cordobês é o clássico mais tradicional do futebol argentino, isto é, o que tem mais partidas disputadas. Destas, o Belgrano venceu 133, o Talleres venceu 133, 136 outros jogos terminaram empatados, e um jogo tem seu resultado desconhecido.
Considerando-se apenas partidas oficiais entre Talleres e Belgrano, as equipes se enfrentaram 253 vezes, com 95 vitórias do Talleres, 75 do Belgrano e 83 empates, mostrando assim uma pequena supremacia da equipe do Talleres.

## Estatísticas

### Confrontos diretos
| Competição             | Jogos | Vitórias do Belgrano | Empates | Vitórias do Talleres | Gols do Belgrano | Gols do Talleres |
| ---------------------- | ----- | -------------------- | ------- | -------------------- | ---------------- | ---------------- |
| Primeira División      | 25    | 5                    | 15      | 5                    | 21               | 23               |
| Primeira B Nacional    | 16    | 5                    | 6       | 5                    | 14               | 16               |
| Copa Argentina         | 1     | 1                    | 0       | 0                    | 0                | 1                |
| Liga Cordobesa         | 209   | 63                   | 63      | 84                   | 344              | 390              |
| Unión Cordobesa        | 2     | 2                    | 0       | 0                    | 7                | 4                |
| Amistosos              | 149   | 58                   | 53      | 38                   | 260              | 228              |
| Resultado desconhecido | 1     | 0                    | 0       | 0                    | 0                | 0                |
| TOTAL                  | 403   | 133                  | 136     | 133                  | 646              | 662              |

### Decisões de títulos
Belgrano e Talleres são os maiores clubes de Córdoba, a tal ponto que, segundo os registros oficiais das associação em que participaram, foram jogadas 17 finais por campeonatos oficiais. Nessas 17 partidas decisivas ocorreu o seguinte retrospecto:
- Finais vencidas pelo Belgrano: 12 (1919, 1920, 1929, 1930, 1931, 1935, 1936, 1937, 1946, 1947, 1956, e 1973).
- Finais vencidas pelo Talleres: 7 (1951, 1966, 1970, 1974, 1977, 1978, e 1998).

Cabe ressaltar que no ano de 1920 houve uma cisão na Liga Cordobesa, e Talleres e Belgrano saíram campeões nas duas Ligas.

### Semifinais disputadas
- Semifinais vencidas pelo Belgrano: 1 (1978)
- Semifinais vencidas pelo Talleres: 2. (1974 e 1978).

### Dados relevantes
- Partidas com mais gois: Belgrano 9–4 Talleres, 13 de abril de 1947.
- Maiores goleadas: Belgrano 8–1 Talleres, 29 de novembro de 1914 e Talleres 7-0 Belgrano 21 de maio de 1950.
- Maior tempo invicto: Belgrano, invicto de 1982 até 1996 (7 partidas oficiais).
- Mais partidas invicto: Talleres, invicto por 20 jogos oficiais, entre 1974 e 1978.
- Jogador com mais partidas disputadas: Domingo Bertolino (Talleres) com 34 partidos.
- Maior artilhero: Miguel Ángel Romero (Talleres) com 19 gois.